# Pleuranthodium pterocarpum
Pleuranthodium pterocarpum là một loài thực vật có hoa trong họ Gừng. Loài này được Karl Moritz Schumann miêu tả khoa học đầu tiên năm 1904 dưới danh pháp Alpinia pterocarpa. Năm 1991, Rosemary Margaret Smith chuyển nó sang chi Pleuranthodium.

## Phân bố
Loài này có tại New Guinea thuộc Hà Lan, nhưng không có địa điểm thu mẫu cụ thể. Mẫu vật do Alexander Zippelius (1797-1828) thu thập. Lofthus (2014) cho rằng loài này có ở cả Tây Papua (nay thuộc Indonesia) và Papua New Guinea. POWO thì chỉ ghi chung là New Guinea.